# لوسیانو راملا
لوسیانو راملا (انگلیسی: Luciano Ramella; ۱۰ آوریل ۱۹۱۴ – 1990) بازیکن فوتبال اهل ایتالیا بود.
از باشگاه‌هایی که در آن بازی کرده‌است می‌توان به باشگاه فوتبال یوونتوس، باشگاه فوتبال کومو، باشگاه ورزشی لاتزیو، و باشگاه فوتبال پرو ورچلی اشاره کرد.